# Château de Danne
Le château de Danne est un château situé à Saint-Martin-du-Bois, en France.

## Localisation
Le château est situé dans le département français de Maine-et-Loire, sur la commune de Saint-Martin-du-Bois.

## Historique
L'édifice est inscrit au titre des monuments historiques en 1980.